# Черето (Маса-Карара)
Черето је насеље у Италији у округу Маса-Карара, региону Тоскана.
Према процени из 2011. у насељу је живело 1311 становника. Насеље се налази на надморској висини од 301 м.